# Schicksal am Lenkrad
Schicksal am Lenkrad ist ein mit bescheidensten Mitteln und mit weitgehend unbekannter Besetzung hergestellter, österreichischer Spielfilm aus dem Jahre 1954 des italienischen Kommunisten Aldo Vergano, ein seltenes Beispiel für eine sozialkritische Geschichte des frühen österreichischen Nachkriegskinos. Für den überzeugten Sozialisten Vergano war dies der letzte Film, er starb 1957.

## Handlung
Der junge Franzl Pointner wohnt zwar auf dem Bauernhof seines Vaters, sein ganzes Interesse gehört jedoch den Autos. Auch wenn sein Vater, der wie er heißt, erwartet, dass der Junge eines Tages den Hof übernimmt und weiterführt, möchte Franzl nichts anderes werden als Automechaniker. Um seinem Ziel näher zu kommen, entwendet Franzl bei einem abendlichen Dorffest kurzerhand den teuren Wagen des benachbarten Großbauern und fährt in die nächste Stadt mit der Absicht, dort einen Ausbildungsplatz in einer Werkstatt zu bekommen. Doch vorher geht ihm das Benzin aus, und Franzl legt sich für ein Nickerchen an den Straßenrand. Während der Halbwüchsige vor sich hinschlummert, wurde der Wagen als gestohlen gemeldet und eine polizeiliche Suchaktion gestartet. Der Zeitungsreporter Harry Simmerl findet den schlafenden Jungen im Gras liegen, in der Nähe eines Waldes, das leergefahrene Auto neben sich abgestellt. 
Der 15-jährige Autodieb wird von der Polizei verhaftet. Er berichtet dem Gendarmen auf der Wache von seinem Traum, als Lehrling in einer Werkstatt anzufangen. Reporter Simmerl schreibt fleißig mit, denn er plant eine reißerisch-herzergreifende Geschichte von Franzl als Gestrauchelten dieser Zeit darzustellen. Mit einer herzerwärmenden Story soll die Auflage seiner Zeitung gesteigert werden, der Unternehmer Kommerzialrat Kestranek von den Teodol-Werken plant, Franzl als Werbefigur einzustellen und druckt haufenweise Plakate mit seinem zahnpastalächelnden Konterfei, während die staatliche Justiz ihn in die Jugendfürsorge stecken will, aus der er nach kürzester Zeit wieder ausbüxt. Schließlich gelingt es Franzl, sich allen Absichten der Erwachsenen zu entziehen und fokussiert sein Tun wieder ganz auf sein ursprüngliches Ziel, dem Autoschrauben. Er nimmt mit Kestraneks Sohn Mario – mal als Fahrer, mal als Beifahrer – erfolgreich an einem Autorennen teil, gewinnt und wird daraufhin von dem verständnisvollen Chef einer Werkstatt, Herrn Lohner, als Mechaniker angestellt.

## Produktionsnotizen
Schicksal am Lenkrad entstand in den Wiener Rosenhügel-Ateliers sowie auf dem Land in Niederösterreich. Die Uraufführung erfolgte am 30. Juli 1954 in Ostberlin, die Wiener Premiere war am 3. Mai 1955.
J. W. Beyer übernahm die Produktionsleitung. Leo Metzenbauer gestaltete die Filmbauten. Hans Riedl und Alfred Norkus zeichneten für den Ton verantwortlich.

## Wissenswertes
Der Film stand unter der Protektion der sowjetischen Besatzungszone Österreichs und hatte mit Regisseur Vergano und Komponist Hanns Eisler zwei prominente Kommunisten als filmische Mitarbeiter zu bieten. Der Film fand daher auch seine Premiere in der DDR und wurde in Kinos der Bundesrepublik nicht gezeigt.

## Kritiken
Auf der Online-Plattform des Österreichischen Filmarchivs ist zu lesen: „Aldo Vergano, italienischer Kommunist und Regisseur, fertigt in seiner letzten Arbeit Arte Povera mit Herz, Hirn und Haltung. Ein Unikat der heimischen Filmgeschichte!“
Im Filmdienst heißt es: „Anspruchslose Unterhaltung mit gesellschaftskritischem Ansatz.“